# 努奥罗
努奥罗（義大利語：Nuoro）位于意大利撒丁岛，是努奥罗省的首府。总面积192.27平方公里，人口36409人，人口密度189.4人/平方公里（2009年）。ISTAT代码为091051。

## 友好城市
- 法國 科尔泰